# 伊藤直人 (俳優)
伊藤 直人（いとう なおと、1990年4月18日 - ）は、日本の元俳優、元タレント。アミューズに所属していた。愛知県名古屋市出身。

## 略歴
2007年に行われた『アミューズ30周年記念オーディション』に、ラジオ番組『SCHOOL OF LOCK!』特別枠から応募。2007年9月17日、応募者65,368人の中から審査員特別賞に選ばれた。オーディションはかなりの混戦だったため、急遽審査員特別賞が立ち上げられた。

## 人物
- 身長は173cm。
- 特技は歌、藤原竜也のものまね。
- 趣味は競馬、お酒を嗜むこと。
- 2010年10月25日、アメブロにてオフィシャルブログ『伊藤直人オフィシャルブログ「What I am」』がスタート。
- 吉村卓也とお笑いコンビ伊村製作所を結成。2015年からはコントライブにも多数出演したが、2017年に伊村製作所の解散をもって芸能界を引退した[2]。
- 引退後、地元局の中京テレビにディレクターとして入社[3]。

## 出演

### テレビ番組
- ボニータ!ボニータ!! 〜名古屋ガールズコレクション〜（2008年4月7日 - 2010年3月28日、テレビ愛知）

### テレビドラマ
- 月曜ゴールデン 駅弁刑事・神保徳之助7（2013年5月13日、TBS） - 岩原安信 役
- ヒーローはいつも眠っている（2014年1月11日 - 2月1日、チバテレビ）

### 映画
- ふがいない僕は空を見た（2012年11月17日）
- 永遠の0（2013年）

### 舞台
- BLACK&WHITE 悪魔のテンシ 天使のアクマ（2010年8月28日 - 9月5日、サンシャイン劇場）
- *pnish* vol.12「ウエスタンモード」（2010年10月20日 - 11月6日）
- オフィスインベーダー「方舟」（2011年11月9日 - 13日、俳優座劇場）
- 見上げればあの日と同じ空（2013年4月4日 - 15日、紀伊国屋ホール）
- 砂漠の町のレイルボーイズ（2013年8月7日 - 11日、座・高円寺）
- God save the Queen（2013年9月12日 - 16日、シアターイースト）
- 飛龍伝21〜殺戮の秋（2013年10月5日 - 20日、青山劇場）
- 伊村製作所（2014年2月1日 - 2日、千本桜ホール）
- 見上げればあの日と同じ空 再演（2014年5月21日 - 25日、本多劇場/5月31日、サンケイホールブリーゼ）
- 伊村製作所 vol.2（2014年7月3日 - 9日、中野hope）
- 伊村製作所 vol.3（2015年2月19日 - 22日、中野hope）
- プレgetシアター（2015年3月5日、新大久保R&Bバー）
- concept3（2015年4月19日、新宿シアターモリエール）
- concept3（2015年5月16日、新宿シアターブラッツ）
- concept3（2015年6月27日、神保町花月）
- 太田プロコントライブ（2015年7月4日）
- concept3（2015年8月2日、神保町花月）
- 800人のヤンキーVS山内秀一 #special（2015年8月8日、阿佐ヶ谷ロフトA） - スペシャルゲスト
- オリーブゴールド（2015年8月11日、新宿Fu）
- とりあえずライブ（2015年8月20日、千川baechV）
- 伊村製作所 大松絵美お笑いライブ（2015年8月28日、デリシャカスステージ）
- プレgetシアター（2015年9月3日、新大久保R&Bバー）
- お笑いクランチィ（2015年9月10日、新宿vatios）
- concept3（2015年9月12日、神保町花月）
- Motto Conte vol.13（2015年9月13日、新宿バッシュ）
- 東京音頭（2015年9月16日、金王八幡宮）
- 東京タワーお笑いライブ333 Vol.67（2015年9月19日、東京タワー大展望台1階Club333特設ステージ）
- グレープライブ（2015年9月20日、新宿ハイジアV-1スタジオ）
- SMAイディオットライブ(笑)（2015年9月27日、千川BeachV）
- TWINKLE DAY LIVE（2015年10月3日、渋谷シアターD）
- concept3（2015年10月10日、神保町花月）
- Motto Conte vol.14（2015年10月11日、新宿バッシュ）
- 勝手に漫才GP!（2015年10月11日、新宿バッシュ）
- ホリプロコムお笑いライブ〜シルバープレート〜（2015年10月17日、新宿vatios）
- 太田プロJr.ライブ G4（2015年10月18日、西新宿ハーモニックホール）
- お笑いガチンコβ（2015年10月22日、新宿vatios）
- 東京タワーライブ333（2015年10月24日、東京タワー大展望台）
- 全日本お笑いカップ（2015年10月28日、杉並区立産業商工会館）
- プレGETシアター（2015年11月5日、新大久保コミュニケーションビルB1）
- concept3（2015年11月8日、神保町花月）
- センバツ!（2015年11月9日、なかの芸能小劇場）
- お笑いガチンコβ（2015年11月10日）
- ゲレロンステージvol.236（2015年11月21日、新宿ハイジアV-1）
- お笑い×演劇ユニット『弱い人たち』コント公演「強くなりたい」（2015年11月28日 - 29日、渋谷ユーロライブ）